# Стерлинг, Джон Уильям

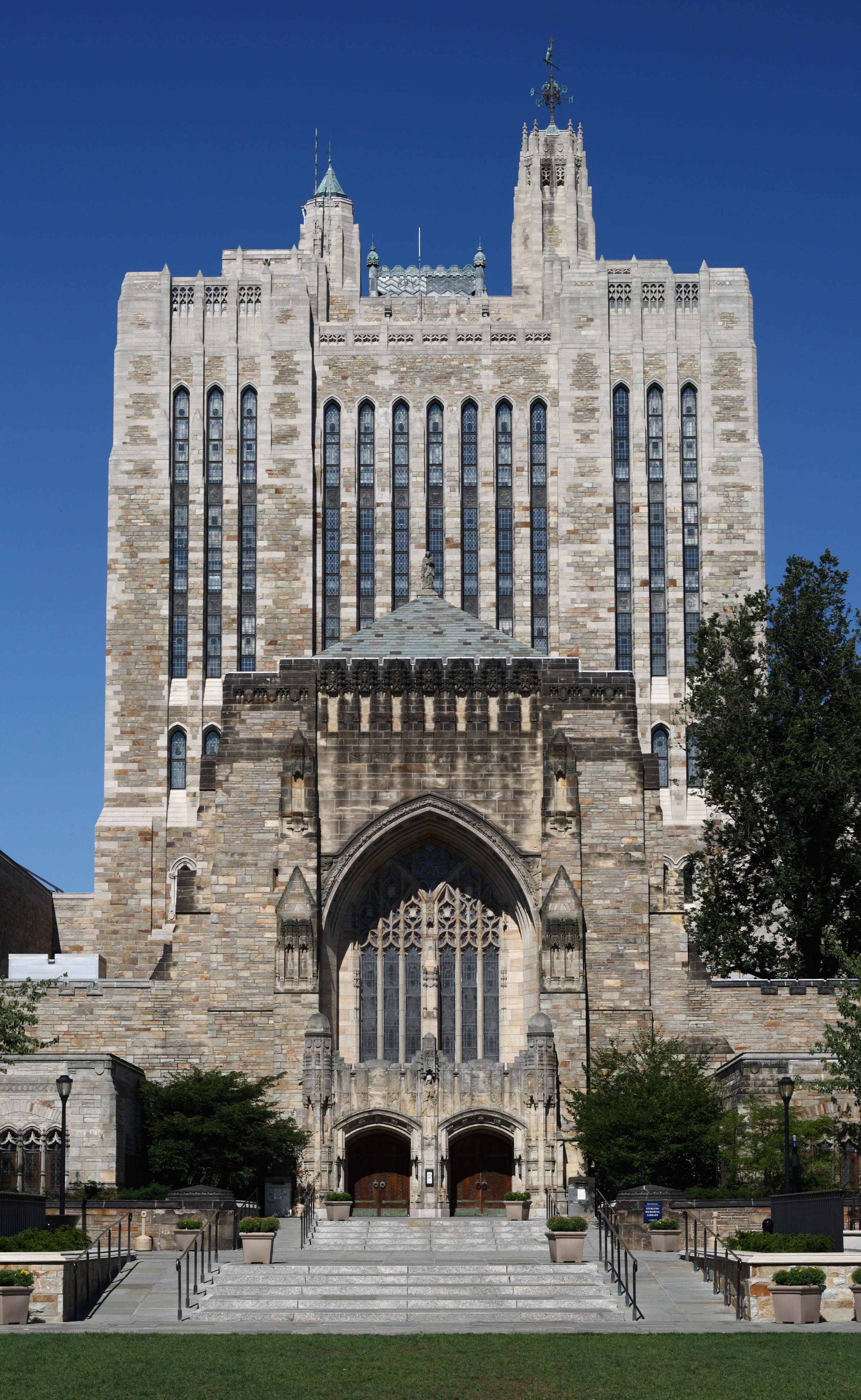
Мемориальная библиотека Стерлинга

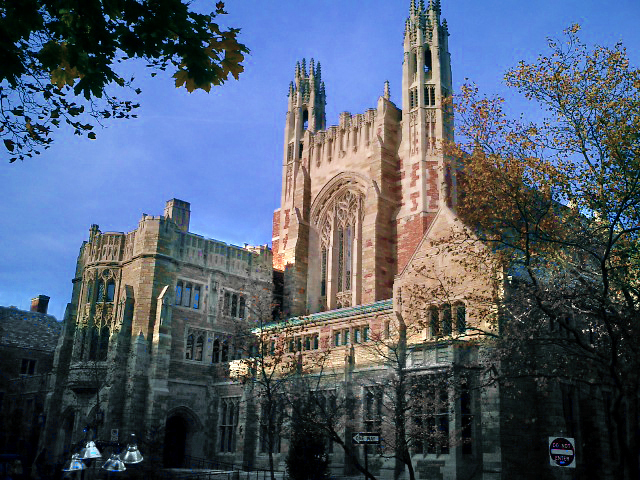
Школа права Йельского университета

Джон Уильям Стерлинг (англ. John William Sterling, 12 мая 1844 года — 5 июля 1918 год) — американский корпоративный юрист, один из крупнейших жертвователей Йельского университета.

## Биография
Джон Уильям Стерлинг родился в Стратфорде, штат Коннектикут. В 1864 году окончил Йельский университет со степенью бакалавра, был членом общества Череп и Кости. Через три года был принят в коллегию адвокатов. Учился в юридической школе Колумбийского университета, где в 1874 году получил степень магистра, а в 1893 году доктора юридических наук.
С 1871 года партнер в нью-йоркской юридической фирме Shearman & Sterling, клиентами которой были семья Рокфеллеров и Standard Oil, Генри Форд, Джей Гулд.
Похоронен на кладбище Вудлон.

## Йельский университет
По завещанию Стерлинга, все деньги, полученные от продажи его недвижимости, должны быть переданы Йельскому университету, для строительства «по крайне мере одного прочного, полезного и архитектурно красивого здания, в котором будет воплощена его любовь к своей альма-матер» и создания именной профессуры в университете.
В результате университет получил около 18 млн долларов (эквивалент на 2011 год более 200 млн долларов). В то время это была самая крупная сумма, когда-либо пожертвованная высшему учебному заведению. На эти средства в Йельском университете были построены несколько зданий (здание Мемориальной библиотеки Стерлинга, здание Йельской школы права, здание отдела аспирантуры, одно из зданий Йельской медицинской школы) и учреждена многочисленная именная профессура (27 постоянно существующих профессорских должностей).

## Здание Мемориальной библиотеки Стерлинга
Здание первоначально проектировалось архитектор Бертрамом Гудхью (умер в 1924 году), после его смерти — Джеймсом Роджерсом. Здание библиотеки выполнено в образе готического собора. Стеклянные витражи выполнены художником Оуэном Бонавета. Строительные работы завершились в 1931 году. Библиотека имеет 8 этажей и 15 уровней (со своей категорией книг).
Для беспрепятственной видимости библиотеки с улицы (Колледж-стрит) подвергся реконструкции Беркли-колледж Йельского университета, в результате чего территория колледжа была сокращена и разделена на две части.
В 1971 году между Мемориальной библиотекой Стерлинга и библиотекой Басс был проложен подземный туннель.
Библиотека показана в фильме Индиана Джонс и Королевство хрустального черепа (2008 г.), хотя действия в фильме разворачивается в Гарвардском университете.

## Список некоторых Стерлингских профессоров
- Блум, Харольд — американский историк и теоретик культуры, литературный критик
- Даль, Роберт — американский политолог и социолог
- Каган, Дональд — американский историк, известен своей четырёхтомной историей Пелопоннесской войны
- Линц, Хуан — американский политолог
- Нордхаус, Уильям — американский экономист
- Сидни Олтмен — канадский и американский молекулярный биолог, лауреат Нобелевской премии по химии 1989 года
- Пеликан, Ярослав — американский историк христианства
- Розенталь, Франц — американский востоковед немецкого происхождения, специалист в области семитских языков, арабской литературы
- Спенс, Джонатан — английский историк, специалист по Китаю
- Стейц, Томас — американский учёный-кристаллограф, лауреат Нобелевской премии по химии 2009 года
- Тобин, Джеймс — американский экономист, лауреат Нобелевской премии по экономики 1981
- Халл, Кларк Леонард — американский психолог
- Чайлдс, Бревард — американский богослов, профессор
- Шиллер, Роберт — американский экономист, лауреат Нобелевской премии по экономики 2013 года